# Jurinella egle
Jurinella egle là một loài ruồi trong họ Tachinidae.